# Three Castle Head to Mizen Head SAC
Three Castle Head to Mizen Head SAC este o arie protejată (arie specială de conservare — SAC, sit de importanță comunitară — SCI) din Irlanda întinsă pe o suprafață de 353 ha, integral pe uscat.

## Localizare
Centrul sitului Three Castle Head to Mizen Head SAC este situat la coordonatele 51°28′33″N 9°48′58″W / 51.475966°N 9.815977°V.

## Înființare
Situl Three Castle Head to Mizen Head SAC a fost declarat sit de importanță comunitară în decembrie 1999 pentru a proteja 6 specii de animale. Situl a fost protejat și ca arie specială de conservare în decembrie 2018.

## Biodiversitate
Situată în ecoregiunea atlantică, aria protejată conține 2 habitate naturale: Faleze cu vegetație de pe coastele atlantice și baltice, Pajiști uscate europene.
La baza desemnării sitului se află mai multe specii protejate de  păsări (6): alca (Alca torda), Fulmarus glacialis, cormoran mare (Phalacrocorax carbo), Pyrrhocorax pyrrhocorax, Rissa tridactyla, Uria aalge.
Pe lângă speciile protejate, pe teritoriul sitului au mai fost identificate 3 specii de plante, 4 specii de păsări.